# فینال جام حذفی فوتبال انگلستان ۱۹۲۱

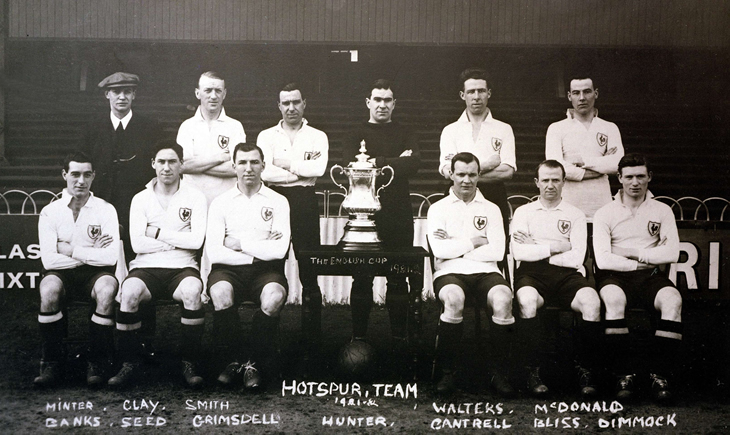
تاتنهام هاتسپر FC که جام حذفی را به دست آورد و با این جام عکس گرفت

فینال جام حذفی فوتبال انگلستان ۱۹۲۱، رقابت پایانی جام حذفی فوتبال انگلستان در سال ۱۹۲۱ میلادی است که مابین دو تیم باشگاه فوتبال تاتنهام و باشگاه فوتبال ولورهمپتون در ورزشگاه استمفورد بریج لندن برگزار شده‌است.
این مسابقه که در تاریخ ۲۳ آوریل ۱۹۲۱ انجام شده‌است با نتیجه ۱ بر ۰ به سود تیم باشگاه فوتبال تاتنهام به پایان رسید.